# 16997 Garrone
16997 Garrone è un asteroide della fascia principale. Scoperto nel 1999, presenta un'orbita caratterizzata da un semiasse maggiore pari a 2,2575619 UA e da un'eccentricità di 0,1759539, inclinata di 4,89901° rispetto all'eclittica.